# Arteria estriada medial distal
En anatomía humana, la arteria estriada medial distal, también llamada arteria recurrente de Heubner en honor del médico alemán Johann Otto Leonhard Heubner (1843-1926), es una arteria cerebral, rama de la arteria cerebral anterior, desde donde se dirige a la sustancia perforada anterior para penetrar en la corteza cerebral y llevar aporte sanguíneo a sectores profundos del cerebro, irrigando la región anteromedial del núcleo caudado, la región anteroinferior de la cápsula interna, porciones del putamen y el globo pálido. Tiene un diámetro de 1 mm y una longitud de 25 mm. A pesar de su pequeño tamaño, la obstrucción del flujo por trombosis u otra causa, puede originar graves secuelas, por irrigar porciones muy sensibles del cerebro.